# Планета Кіно (мережа кінотеатрів)
Планета Кіно (до 2014 мала назву Планета Кіно IMAX) — мережа кінотеатрів, засновником і власником якої є ТОВ Тріумф Медіа Груп. Перший кінотеатр мережі відкрили у Києві 2008 року. Станом на початок 2021 року мережа Планета Кіно по всій Україні налічує 9 кінотеатрів, разом в яких розміщується 66 екранів.

## Історія
Планета Кіно — ексклюзивний представник технології 4DX в Україні з червня 2013 року, коли компанія в Барселоні підписала договір про співпрацю з південнокорейською компанією CJ 4DPLEX — провідною компанією в сфері 4D-технологій. Планета Кіно також була ексклюзивним представником корпорації IMAX в Україні з 2006 по 2016 роки. Починаючи з 2017 року, Планета Кіно представляє канадську технологію IMAX в Україні разом з кіномережею «Multiplex». Також мережа впроваджує власні технології: CINETECH+ та RE'LUX.
Перший кінотеатр IMAX в Україні відкрився 20 вересня 2008 року у місті Києві. Його відкриття неодноразово переносилось. З вересня 2009 року оригінальні проектори були замінені на цифрові 2K проектори Christie. У червні 2016 року у РЦ «Блокбастер» відбулося відкриття кінотеатру Планета Кіно з оновленим залом IMAX, кінозалом 4DX, 8 залами з технологією CINETECH+ і 3 залами-кіноресторанами RE'LUX.
В Одесі кінотеатр Планета Кіно з технологією IMAX, а також з 8 іншими залами відкрився 17 червня 2010 року у торговельно-розважальному центрі «Riviera Shopping City». Останній день роботи — 23 квітня 2014 року. Замість нього в Одесі відкрили новий кінотеатр Планета Кіно з IMAX, 4DX у торговельно-розважальному центрі «City Center» 29 травня 2014 року, а також кінотеатр у ТРЦ «City Center Котовський» 15 травня 2014 року (5 залів CINETECH+).
У Львові кінотеатр Планета Кіно з технологією IMAX відкрився 16 грудня 2010 року у торговельно-розважальному центрі «King Cross Leopolis». 25 вересня 2015 року мережа Планета Кіно відкрила у Львові 2-ий кінотеатр у ТЦ «Forum Lviv» з 4DX залом і 5 залами з технологією CINETECH+.
У Харкові кінотеатр Планета Кіно з технологією IMAX 3D у тестовому режимі відкрився 20 грудня 2012 року. Офіційне відкриття кінотеатру відбулося одночасно з відкриттям торговельно-розважального центру «Французький бульвар» (лютий 2013 року).
В Ялті кінотеатр Планета Кіно з залом з технологією IMAX 3D відкрився 25 травня 2013 року у будівлі кінотеатру «Сатурн». Починаючи з серпня 2016 року кінотеатр більше не належить до української мережі та називається «Сатурн IMAX».
У червні 2016 року компанія оголосила, що сайт мережі Планета Кіно, який до цього був двомовним (була українська і російська версія) стане повністю україномовним. З вересня 2016 року офіційні застосунки компанії для Android/iOS, а також офіційний сайт стали повністю україномовним.
У квітні 2019 року компанія змінила своє рішення від червня 2016 року й знову додала російську мову як 2гу мовну опцію на сайті компанії. Причин цього рішення компанія не пояснила, але з сайту було вилучено новину під заголовком «Планета Кіно стає повністю україномовною!» від серпня 2016 року.

## Список кінотеатрів
Станом на початок 2021 року мережа Планета Кіно по всій Україні налічує 9 кінотеатрів, разом в яких розміщується 66 екранів
Київ
- Планета Кіно у Києві (13 екранів[a] із загальною кількістю глядачів 1456) в ТЦ Блокбастер (відкрився 15 червня 2016 року[b])

- Планета Кіно у Києві (10 екранів із загальною кількістю глядачів 1500) в ТЦ River Mall (відкрився 1 серпня 2019 року[15][16][17][18]

- (заплановано) Планета Кіно у Києві (TBA екранів із загальною кількістю глядачів TBA) в ТЦ Ocean Mall (планується відкриття 2021 року)[19]

Одеса
- Планета Кіно в Одесі (6 екранів із загальною кількістю глядачів 1297) в ТЦ «City Center» (відкрився 29 травня 2014 року)[20][21]

- Планета Кіно в Одесі (5 екранів із загальною кількістю глядачів 605) в ТЦ «City Center Котовський» (відкрився 15 травня 2014 року)[22][21]

Львів
- Планета Кіно у Львові (7 екранів із загальною кількістю глядачів 1600) в ТЦ «Кінг Крос Леополіс» (відкрився 16 грудня 2010 року[23]).
- Планета Кіно у Львові (6 екранів із загальною кількістю глядачів 694) в ТЦ «Forum Lviv» (відкрився 25 вересня 2015 року[7]).
- Планета кіно Relux  у Львові в РЦ «Leolend»

Харків
- Планета Кіно у Харкові (7 екранів із загальною кількістю глядачів 1400) в ТЦ «Французький бульвар» (відкрився у тестовому режимі 20 грудня 2012 року, офіційне відкриття — лютий 2013 року[8])

Суми
- Планета Кіно у Сумах (5 екранів із загальною кількістю глядачів 600) в ТЦ «Мануфактура» (відкрився 20 вересня 2013 року)[24][25][26]

Дніпро
- Планета Кіно у Дніпрі (7 екранів із загальною кількістю глядачів 1236) в ТЦ «APOLLO» (відкрився у березні 2020 року)[27][28]

### Колишні члени мережі кінотеатрів Планета Кіно
Одеса
- Планета Кіно в Одесі (9 залів із загальною кількістю глядачів 1600) в ТЦ Рів'єра (відкрився 17 червня 2010 року, останній день роботи — 23 квітня 2014 року).[29]

Ялта
- Планета Кіно у Ялті (3 зали із загальною кількістю глядачів 750) у будівлі кінотеатру «Сатурн» (відкрився 25 травня 2013 року[9]). На початку 2016 року «Планета кіно» публічно відмежувалася від свого кінотеатру в Ялті, заявивши що вони надають кримському кінотеатру лише технічну та інформаційну підтримку.[30] Починаючи з серпня 2016 року, кінотеатр нібито більше не належить до української мережі та називається «Сатурн IMAX».
  - Примітка: кінострічки у цьому кінотеатрі показують з російським дубляжем, починаючи з 2014 року.

## Власники
Засновником та власником кінотеатральної мережі Планета Кіно є холдинг Тріумф Медіа Груп. Згідно з даними Єдиного держреєстру, власником «Планета Кіно» є кіпрська компанія «Мувімакс Лімітед», кінцевими бенефіціарами якої є Дмитро Деркач та Андрій Шпиг. В свою чергу «Планета кіно» є частиною медіаконгломерату «Тріумф Медіа Груп» власниками якого також є бізнесмени Дмитро Деркач та Федір Шпиг/Андрій Шпиг.

## Логотип

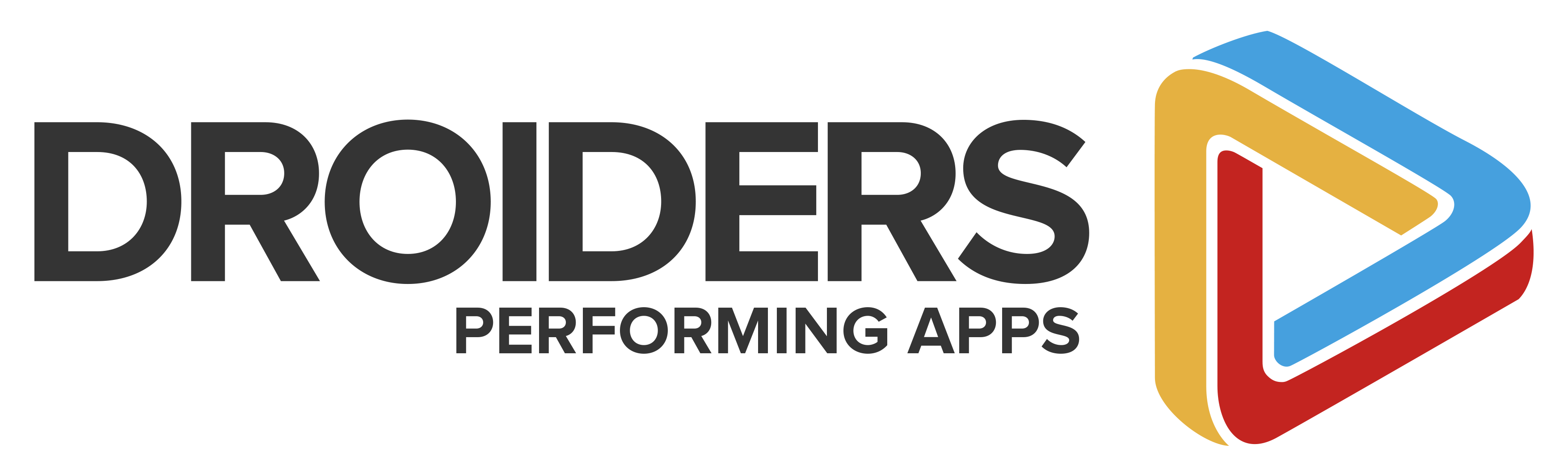
Старий логотип, який використовували з 2006 по листопад 2014 року.
Варіант нового логотипу, що використовується з грудня 2014 року
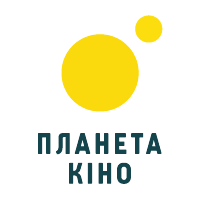
Варіант нового логотипу, що використовується з грудня 2014 року

## Зауваги
1. ↑  1 зал з технологією IMAX, 1 зал з технологією 4DX, 3 зали RE'LUX, 8 залів CINETECH+
2. ↑  початково відкрився 20 вересня 2008 року[13] як одноекранний кінотеатр на 326 місць для 2D фільмів та 278 місць для 3D фільмів; 15 червня 2016 року відкрився оновлений кінотеатр на 13 екранів).[14]